# Rudolf Wetzel
Rudolf Wetzel (* 9. April 1895 auf Gut Lindenhof bei Wingendorf, Kreis Flöha; † 4. Januar 1983 in Gießen) war ein deutscher Veterinärmediziner.

## Leben
Der 1895 geborene Rudolf Wetzel belegte nach dem Abitur zwischen 1919 und 1922 ein Studium der Veterinärmedizin an der Tierärztlichen Hochschule in Dresden, das er mit dem Erwerb des akademischen Grades eines Dr. med. vet. an der Universität Leipzig abschloss. Hier wurde er im Sommersemester 1919 Mitglied des Corps Saxonia Dresden (heute Landsmannschaft Hansea auf dem Wels). Im Anschluss an sein Studium erhielt er eine Assistentenstelle am Hygienischen Institut der Tierärztlichen Hochschule Hannover, an der er sich 1929 für das Fach Veterinärmedizinische Parasitologie und Zoologie habilitierte.
Nach mehreren Semestern des Studiums der Zoologie an der Universität Göttingen sowie längeren Aufenthalten an in- und ausländischen Fachinstituten wurde Wetzel zunächst 1931 ein Lehrauftrag für Zoologie, 1933 einer für Parasitologie an der Tierärztlichen Hochschule Hannover übertragen. Nachdem das Fachgebiet Parasitologie eine selbständige Abteilung erhalten hatte, erfolgte Wetzels Ernennung zum Apl. Professor.
1934 folgte er dem Ruf auf den Lehrstuhl für Veterinärmedizinische Parasitologie und Zoologie der Landwirtschaftlich -Tierärztlichen Fakultät, ab 1937 der Veterinärmedizinischen Fakultät der Friedrich-Wilhelms-Universität Berlin bei vorläufiger Beibehaltung seiner Lehrverpflichtungen in Hannover. 1942 berief man Rudolf Wetzel als Professor und Leiter des neu gegründeten Institutes für Tropenveterinärmedizin. Er behielt aber die Lehraufträge für Parasitologie und Zoologie sowie die kommissarische Leitung seines bisherigen Instituts.
1949 wurde Wetzel mit der Leitung des Parasitologischen Institutes der Bayer AG in Wuppertal-Elberfeld betraut, bevor er 1954 zur neu gegründeten ordentlichen Professur für Parasitologie der Veterinär-Medizinischen Fakultät an die Universität Gießen wechselte, die er bis zu seiner Emeritierung 1965 ausfüllte. Rudolf Wetzel verstarb 1983 in seinem 88. Lebensjahr in Gießen.

## Ehrungen
Rudolf Wetzel wurde für sein wissenschaftliches Lebenswerk durch die Verleihung der Honorarprofessur der Universität Caracas, des Ehrendoktorats der Reichsuniversität Gent sowie der Ehrenmitgliedschaften der Deutschen Tropenmedizinischen Gesellschaft und der Deutschen Gesellschaft für Parasitologie geehrt.

## Wirken
Rudolf Wetzel – sein besonderes Augenmerk galt den Parasitosen der Haus- und Wildtiere – steuerte neben grundlegenden Arbeiten zur Taxonomie sowie zur Aufklärung der Entwicklungszyklen von Pferdestrongyliden und anderen Helminthen wesentliche Beiträge zur Epidemiologie der Parasitosen bei. Zudem schlug er als einer der ersten Bekämpfungsprogramme vor, basierend auf gesicherten epidemiologischen Erkenntnissen.

## Schriften
- Mit Karl Glässer, Edmund Hupka: Die Krankheiten des Schweines. 5. Auflage, Schaper, Hannover 1950.
- Zur Magenwurmkrankheit der Rinder. Terra-Verlag, Konstanz a. B. 1950.
- Mit Friedrich Schwangart, Richard Reinhardt: Die Krankheiten der Katze: mit Ausführungen über Abstammung, Rassen, Züchtung, Haltung und Richten. Ausgabe 2, M. & H. Schaper, 1952.
- Mit Walter Rieck: Krankheiten des Wildes. Feststellung, Verhütung und Bekämpfung, ein Leitfaden für Jäger, Tierärzte, Biologen und Landwirte. 2., neubearbeite Auflage, Parey, Hamburg, Berlin 1972.
- Untersuchungen über Gewebereizungen und -nekrosen bei Kälbern und Kaninchen infolge intramuskulärer Injektion von antibakteriellen Präparaten. 1986.